# Barbosella dolichorhiza
Barbosella dolichorhiza é uma espécie de orquídea (Orchidaceae) que existe da Costa Rica ao Equador e Peru.